# 25456 Caitlinmann
25456 Caitlinmann è un asteroide della fascia principale. Scoperto nel 1999, presenta un'orbita caratterizzata da un semiasse maggiore pari a 2,2766994 UA e da un'eccentricità di 0,0193790, inclinata di 4,79188° rispetto all'eclittica.